# 树生桥公园

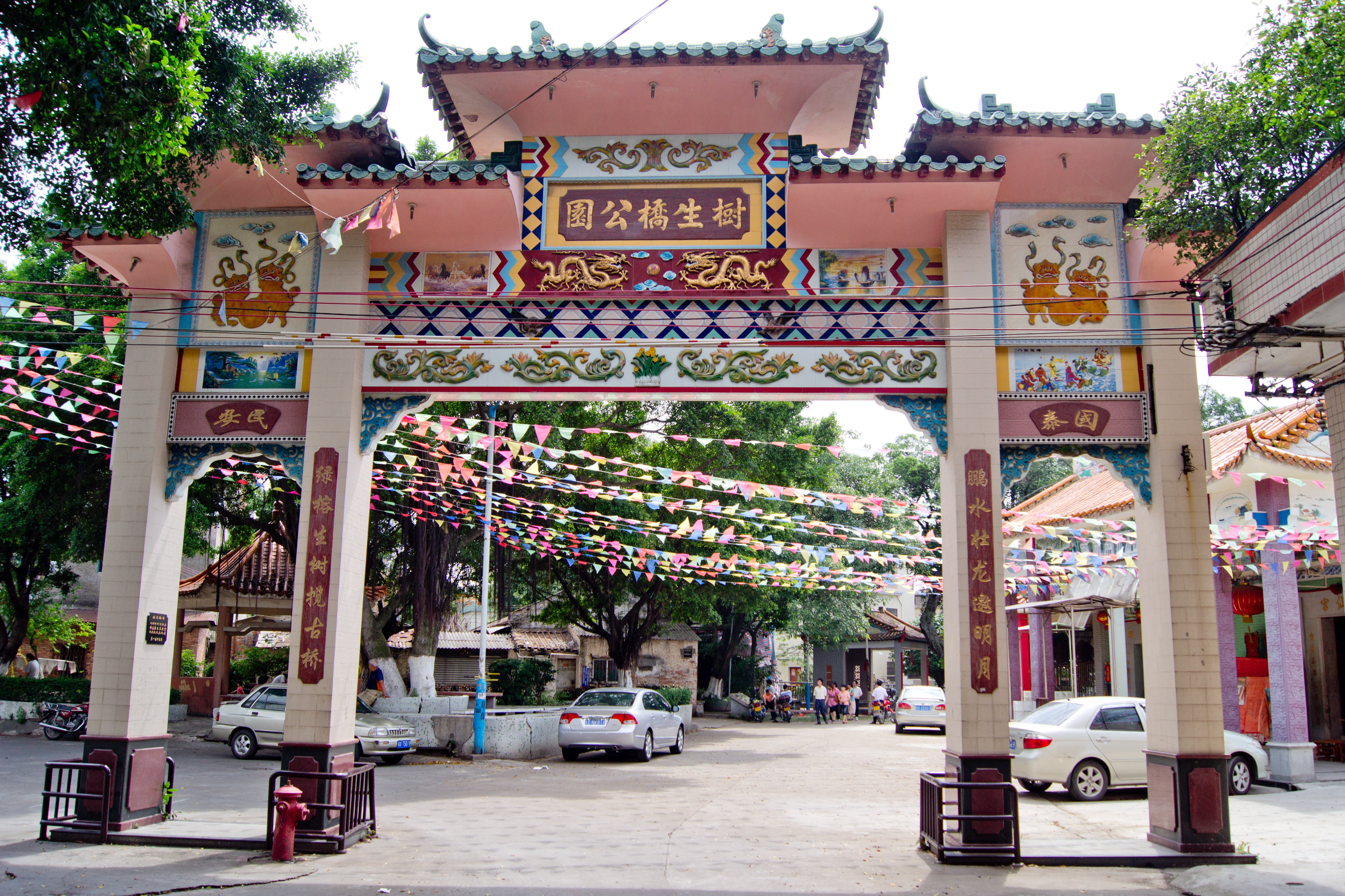
树生桥公园牌坊

树生桥公园位于广东省佛山市顺德区容桂街道容里居委会，公园内的树生桥是“容桂十景”之一。樹生橋以“榕树生桥”命名，是一座由榕树根生成的桥。樹生橋始建于明代隆庆至万历年间（1567年～1620年），因為一開始建于鹏涌之上，因此稱為“鹏涌桥”，位于容里鹏山南部。

## 相關作品
- 《龍出海》（1992年）：珠江電影製片廠拍攝出品的中國大陸劇情片電影，樹生橋这部电影的其中一個取景點。
- 《情定樹生橋》（2022年）：順德區容桂音樂劇協會創作的、以民國時期順德本土鄉情為故事背景的音樂劇，这部音樂劇的創作靈感就來自於樹生橋。[2][3]